# Caazapá (departement)
Caazapá is een departement van Paraguay. Het heeft een oppervlakte van 9496 km² en 151.415 inwoners (2012); voor 2016 is de prognose 182.039 inwoners. De hoofdstad is Caazapá.

## Bestuurlijke indeling
Het departement is verdeeld in elf districten.
| Nr. | District                 | Inwoners | Oppervlakte |
| --- | ------------------------ | -------- | ----------- |
| 1   | Abaí                     | 32.268   | 1.547 km²   |
| 2   | Buena Vista              | 6.200    | 126 km²     |
| 3   | Caazapá                  | 26.246   | 944 km²     |
| 4   | Doctor Moisés Bertoni    | 5.720    | 637 km²     |
| 5   | Fulgencio Yegros         | 6.875    | 872 km²     |
| 6   | General Higinio Morínigo | 6.293    | 406 km²     |
| 7   | Maciel                   | 4.817    | 457 km²     |
| 8   | San Juan Nepomuceno      | 37.451   | 1.011 km²   |
| 9   | Tavaí                    | 18.090   | 1.514 km²   |
| 10  | Yuty                     | 22.223   | 1.440 km²   |
| 11  | 3 de Mayo                | 18.345   | 743 km²     |

| Detailkaart |
| ----------- |
|             |
| Districten  |